# Johan Leonard Elfblad
Johan Leonard Elfblad, född 7 december 1839 i Tidersrums socken, Östergötlands län, död 18 april 1869 i Eritrea, var en svensk präst och missionär.
Johan Leonard Elfblad var son till hemmansägaren Carl Jonsson. Han fångades av den väckelse inom Evangeliska fosterlandsstiftelsen som övergick hans hemtrakter under 1850- och 1860-talet och studerade vid Johannelunds missionsinstitut 1862–1866 och prästvigdes därefter i Linköping 1866. 1867–1868 bedrev han medicinska studier i Stockholm och vid Tomson-Burns institut för blivande läkarmissionärer i Edinburgh och efter avresa till Afrika studerade han arabiska i Kairo. Därefter avreste Elfblad med några andra missionärer till Massawa. Under en missionsresa dödades tillsammans med några andra européer med spjut av en grupp tillhörig Kunamafolket. Hans död inspirerade Lina Sandell till psalmen Tillkomme ditt rike